# Chinvalkoppa, Bilgi
Chinvalkoppa là một làng thuộc tehsil Bilgi, huyện Bagalkot, bang Karnataka, Ấn Độ.